# Digital Cute
Digital Cute（デジタルキュート）は、株式会社ワイアーヘッドのアダルトゲームブランドである。

## 解説
Digital Cuteは、別のゲーム会社に所属していた原画家のかけなしが2008年に設立したブランドであり、2015年には、姉妹ブランドとしてCuteRushが設立された。
代表者であるかけなしは「二次元だが実際は三次元にも存在するかもしれない、橋渡し的な存在」ということを意識していると、業界紙Game Headlineとのインタビューの中で述べており、「ゲーム制作はサービス業であり、ユーザーの顔を見つつも、自分たちが面白いものと感じるものを作る」というかけなしの考えから、開発作品にはインタラクティブ性が持たせるという方針がとられている。
たとえば、デビュー作である『むすめーかー』における調教パートでは、鞭を打つ回数に応じてヒロインの身体に跡がついくといった演出がとられている。
マスコットキャラクターにアンドロイドのキュー子がおり、『それゆけ! ぶるにゃんマン Portable』にもゲストとして登場している。

## 作品一覧

### Digital Cute
- 2008年12月19日 - むすめーかー
- 2012年1月27日 - それゆけ!ぶるにゃんマンHARDCORE!!![注 1]
- 2013年11月29日 - オトメスイッチ 〜彼が持ってる彼女のリモコン〜
- 2014年6月27日 - それゆけ! ぶるにゃんマン えくすたしー!!!
- 2015年10月30日 - ちんくる★ツインクル フェスティバル!
- 2016年6月24日 - むすめーかーHD
- 2017年6月30日 - タンテイセブン
- 2018年6月29日 - キュートリゾート 〜しようよ♥エッチなアクティビティ〜（ブランド設立10周年ファンディスク）[3]
- 2019年1月25日 - 崩壊天使アストレイア

### CuteRush
- 2015年11月27日 - らぶきゅばす！ 〜おんなのこあくま♀♂おとこのこあくま〜

## コンシューマー機向け移植作
- それゆけ！ぶるにゃんマン Portable 〜とりもどせ!あいとせいぎときぼうのつにゃ缶〜
  - PlayStation Portable版ゲーム：2012年8月2日発売（発売元：アルケミスト）

## スタッフ
- かけなし
- こうぐちもと

### 外注
音楽
- 碓氷悠一朗